# Ménéac

Ménéac este o comună în departamentul Morbihan, Franța. În 1 ianuarie 2022 avea o populație de 1.478 de locuitori.